# سیارک ۵۳۳۸
سیارک ۵۳۳۸ (به انگلیسی: 5338 Michelblanc، نامگذاری:1991RJ5) پنج هزار و سیصد و سی و هشتمین سیارک کشف شده‌است که در ۱۳ سپتامبر ۱۹۹۱ کشف شد.
قدر مطلق سیارک برابر ۱۲٫۳۰ است.